# Degersee
Der Degersee ist ein kleiner Badesee wenige Kilometer nördlich des bayerischen Bodensee-Ufers. Er ist teilweise von Wald umgeben, im Sommer relativ warm, friert im Winter oft komplett zu. Es gibt an ihm zwei Strandbäder. Außer zum Badebetrieb wird der See als Angelgewässer genutzt.

## Lage und Größe
Der Degersee gehört größtenteils zum Gebiet der Stadt Tettnang im baden-württembergischen Bodenseekreis. Ein kleiner Bereich im Südosten gehört zur bayerischen Stadt Lindau. Der See liegt im hügeligen, vielfach von Obstbau geprägten Hinterland des Bodensees auf einer Höhe von 478,2 m ü. NHN. Der See ist 30 Hektar groß, seine Uferlinie etwa 2730 Meter lang. Mit einer durchschnittlichen Tiefe von rund sechs Metern und einer maximalen  Tiefe von elf Metern ergibt sich ein Seevolumen von rund 1,828 Millionen Kubikmetern.

## Entstehung
Wie die in der Nähe liegenden Schlein-, Wielands- und Muttelsee entstand der Degersee gegen Ende der letzten Eiszeit als Schmelzwassersee. Die oberirdischen Zuflüsse sind unbedeutend, der Wasseraustausch erfolgt im Wesentlichen durch einen intensiven Grundwasserstrom. Über den Weiher bei Hörbolzmühle und den Nonnenbach entwässert der Degersee in den Bodensee und ist somit Teil des Flusssystems Rhein.

## Biologie
Der Degersee liegt in einem Landschaftsschutzgebiet, die umliegenden Agrarflächen (90 Prozent Grünland, 7 % Sonderkulturen, 3 % Ackerland) werden vor allem für Viehhaltung genutzt, was, verbunden mit der Hanglage der Nutzflächen, zu einem beträchtlichen Nährstoffeintrag führt. Extensivierungsmaßnahmen, die beim Schleinsee bereits Wirkung zeigen, sollen auch den Eutrophierungsgrad des Degersees senken. Beide Seen sind dazu Teil des Aktionsprogramms zur Sanierung oberschwäbischer Seen.
| Jahr                                   | 1986  | 1994  | 1995  | 1997  | 2007  | 2012  | 2017  | 2022  |
| Gesamt PO4-Phosphor (µg/l)             | 34,00 | 28,00 | 20,00 | 43,00 | 45,00 | 35,00 | 38,00 | 22,00 |
| Chlorophyll a (µg/l)                   | 13,00 |       | 5,10  |       | 7,40  |       |       |       |
| Chlorophyll a-Spitze (µg/l)            | 29,00 |       | 13,00 |       | 13,00 |       |       |       |
| anorganischer Gesamt-Stickstoff (mg/l) | 0,71  | 0,63  | 0,72  | 0,64  | 0,58  |       |       |       |
| Sichttiefe (m)                         | 2,20  |       | 3,00  | 2,80  | 1,80  |       |       |       |
| Trophiestufe                           |       |       |       |       |       |       |       | m     |

| Jahr                                   | 1994   | 1995   | 2007   |
| o-PO4-Phosphor (µg/l)                  | 98,00  | 171,00 | 114,00 |
| Gesamt PO4-Phosphor (µg/l)             | 179,00 | 477,00 | 245,00 |
| Nitrat-Stickstoff (mg/l)               | 5,25   | 7,02   | 5,22   |
| anorganischer Gesamt-Stickstoff (mg/l) | 5,60   | 7,38   | 5,38   |
| Wasserführung (l/s)                    | 2,90   | 12,60  | 37,00  |

### Flora
Im Schutzgebiet des Degersees kommen unter anderem die Weiße Seerose (Nymphaea alba), die als typische Vertreterin der Schwimmblattpflanzen gilt, die Gelbe Teichrose (Nuphar lutea) und die Sumpf-Schwertlilie (Iris pseudacorus), auch Gelbe Schwertlilie genannt, vor.

### Fauna
Der Degersee ist mit Zander, Hecht, Wels, Aal und Karpfen besetzt; außerdem kommen noch Rotauge, Brachse, Flussbarsch, Schleie, Karausche und Ukelei im See vor. Im Uferbereich können zahlreiche Libellen- und Vogelarten beobachtet werden.

## Jungsteinzeitliche Besiedlung
Archäologische Erkundungen haben im Degersee ein komplettes Dorf für 150–200 Menschen nachgewiesen, welches nun etwa drei Meter tief unter dem Seeboden liegt. Es wurden zahlreiche Artefakte gefunden, darunter aus hartem Stein geschliffene Äxte und ein sechs Meter langer Einbaum. Zahlreiche Feuersteingeräte aus der Gardasee-Region zeigen Handelsverbindungen nach Oberitalien. Ein Zufallsfund im Jahr 2002 brachte Archäologen auf die Spur des Dorfes.